# 中国のソフトウェア産業
中国のソフトウェア産業（ちゅうごくのソフトウェアさんぎょう）の総売り上げは過去数年間毎年39パーセントの成長率を示し、2010年には1兆元に達する見込みである。 世界中が欧米の有名ソフトウェア企業に席巻されている中、中国は自国開発の企業も活躍している数少ない国になっている。また最近はインドに習い、海外のソフトウェア開発（およびさまざまな業務）のアウトソーシング（外注）も多く受けている。

## 歴史
商用ソフトウェアでは、次のようなおもに北京の中関村でのソフトウェア開発から始まっている。
- 1980年代、北大学方正（Founder Group）が香港の金山軟件の合弁会社で、IBMパソコン・互換機用に「Super一漢カード」を販売し、これにCCDOS（英文DOSに中国語表示・入力を追加するソフト）、WPS（ワープロソフト）などが添付されていた[2]。この他に、後の日本のDOS/Vのように、DOS上にソフトだけで中国語を処理可能としたCCDOS、UCDOS、聯想DOSなどがあった[3]。
- 1984年、中国ソフトウェア産業協会が成立[4][5]。
- 1986年、中国政府は「863計画」を発表し、情報技術を今後の高度化計画の一つとした。
- 1988年、用友軟件が会計ソフトを発表。
- 2000年、金山軟件有限公司がアンチウイルスソフト「金山毒覇」を発表。
- 2002年，用友軟件がERPソフトを発表。

## おもなソフトウェア会社

### 中国の会社
- 用友軟件 (UFIDA)
- 金山軟件有限公司 (Kingsoft)
- 金蝶国際 (Kingdee)
- サンヤード (Sunyard、信雅達)
- 中軟グループ (ChinaSoft International)
- 北京中科紅旗軟件技術有限公司 (紅旗Linux)

以下の会社は海外からのアウトソーシングを受けている割合が多い。
- 東軟グループ (Neusoft)
- ハイソフト科技（国際）集団公司 (Hisoft)
- 大連華信コンピュータ (DHC)
- 博彦科技 (Beyondsoft)
- 軟通動力 (iSoftStone)

### 欧米の会社
主要ソフトウェア製品を販売したり、自身でまたは協力会社を通して中国企業のシステム構築を行なっている。
- アドビシステムズ
- Google (Android)
- ダッソー・システムズ (Catia)
- HP
- IBM
- マイクロソフト
- オラクル
- SAP AG
- Sybase

### 日本の会社
おもに中国における日系会社の情報技術関連構築をサポートしたり、日本のソフトウェア開発のアウトソーシング（外注）をしている。
- NEC
- 富士通
- 日立製作所
- NTTデータ